# Hannes Hofbauer
Pour les articles homonymes, voir Hofbauer.
 (décembre 2018).
Si vous disposez d'ouvrages ou d'articles de référence ou si vous connaissez des sites web de qualité traitant du thème abordé ici, merci de compléter l'article en donnant les références utiles à sa vérifiabilité et en les liant à la section « Notes et références ».
Hannes Hofbauer (né en 1955 à Vienne) est un auteur, journaliste et éditeur autrichien. Depuis 1988, il travaille sur la situation sociale, politique et économique en Europe orientale et balkanique. Depuis le milieu des années 1990, il a dirigé Promedia Verlag à Vienne.

## Carrière
Hofbauer écrit irrégulièrement pour les quotidiens Neues Deutschland et Junge Welt, pour le magazine mensuel Analyse & Kritik, ainsi que pour le magazine trimestriel Hintergrund. Il est également membre du comité de rédaction du magazine mensuel Lunapark21. Auparavant, il avait également écrit pour le magazine Konkret. Il donne aussi occasionnellement des interviews dans les formats germanophones de la chaîne de télévision russe à l'étranger RT ainsi que sur le portail KenFM, critiqué pour sa théorie du complot. Il a poursuivi son activité pour RT avec des podcasts et des interviews même après l'invasion russe de l'Ukraine.
Hofbauer a été auteur du magazine Compact et, à partir de 2017, contributeur au blog conspirationniste Rubikon, dont il est également membre du comité consultatif. En 2005, il a fait l'objet de critiques en tant qu'éditeur du livre antisémite Blumen aus Galiläa d'Israël Schamir. Pendant la pandémie du COVID-19, Hofbauer a participé activement aux protestations anti-mesures en Autriche et a publié deux livres et de nombreux articles sur le sujet. Dans le cadre de l'organisation d'une manifestation de la Corona, le Standard (11 août 2022) a compté Hofbauer "parmi une alliance obscure (...) qui adhère aux théories du complot et aux courants ésotériques". Une critique de Kultur und Politik a caractérisé le livre Lockdown 2020, édité par Hofbauer, comme une "série de théories du complot" qui "frôlent partiellement l'antisémitisme structurel".
Dans ses publications et ses interviews, Hofbauer défend des positions anti-américaines, anti-UE et prorusses.
Il critique fortement les nouvelles politiques de "colonisation" (Irak, Kosovo, Afghanistan, Libye) des USA et des États supplétifs (GB, France, Allemagne) ; il considère par exemple le Kosovo comme un État créé pour être colonisé et manipulé par ses créateurs. En décembre 2018 il déclara : « Le Kosovo est une blessure sur le droit internationale, il doit être une région gouvernée par l'ONU comme décidé en 1999 par l'ONU (résolution 1244 du Conseil de sécurité des Nations unies), dans les faits, il est reconnu par la moitié des pays du monde, l'autre moitié ne le reconnaissant pas, cela crée un précédent inédit, étonnant et grave ». 

## Œuvre
- Avec Andrea Komlosy, Das andere Österreich: Vom Aufbegehren der kleinen Leute – Geschichten aus vier Jahrhunderten, Wien, 1987  (ISBN 3-900478-14-7).
- Avec Andrea Komlosy, André Gunder Frank/Fuentes Frank Marta: Widerstand im Weltsystem: Kapitalistische Akkumulation – staatliche Politik – soziale Bewegung, Wien, 1990  (ISBN 3-900478-32-5).
- Der Wilde Osten: Reportagen vom Rande Europas, Wien, 1991  (ISBN 3-900478-42-2).
- Avec Franz Delapina, Ungarn im Umbruch, Wien, 1991  (ISBN 3-85115-146-1).
- Westwärts – Österreichs Wirtschaft im Wiederaufbau, Wien, 1992  (ISBN 3-85115-152-6).
- Avec Viorel Roman, Bukowina, Bessarabien, Moldawien – Vergessenes Land zwischen Westeuropa, Russland und der Türkei, Wien, 1993 (en roumain Bukarest, 1995 ; en russe Cernovci, 1996)  (ISBN 3-900478-71-6).
- Avec Jürgen Elsässer e.a., Krisenherd Europa: Nationalismus – Regionalismus – Krieg, Stuttgart, 1994  (ISBN 3-923478-89-5).
- Avec Viorel Roman, Transsilvanien Siebenbürgen: Begegnung der Völker am Kreuzweg der Reiche, Wien, 1996  (ISBN 3-85371-115-4).
- Avec Julian Bartosz, Schlesien: Europäisches Kernland im Schatten von Wien, Berlin und Warschau, Wien, 2000  (ISBN 3-85371-163-4).
- Comme éditeur, Balkankrieg: Zehn Jahre Zerstörung Jugoslawiens, Wien, 2001  (ISBN 3-85371-179-0).
- Bukowina, Bessarabien, Moldawien, Wien, 2002  (ISBN 3-85371-126-X).
- Osterweiterung – Vom Drang nach Osten zur peripheren EU-Integration, Wien, 2003  (ISBN 3-85371-198-7)[2].
- Mitten in Europa: Politische Reiseberichte aus Bosnien-Herzegowina, Belarus, der Ukraine, Transnistrien/Moldawien und Albanien, Wien, 2006  (ISBN 3-85371-250-9)[3].
- EU-Osterweiterung. Historische Basis – ökonomische Triebkräfte – soziale Folgen, Wien, 2007[4].
- Experiment Kosovo: Die Rückkehr des Kolonialismus, Wien, 2008  (ISBN 3-85371-285-1)[5].
- Avec Georg Fülberth e.a., Wirtschafts- und Finanzkrisen im Kapitalismus: Historische und aktuelle Aspekte, Wien, 2010  (ISBN 3-9501986-9-5).
- Verordnete Wahrheit, bestrafte Gesinnung – Rechtsprechung als politisches Instrument, Promedia Verlag, Wien, 2011  (ISBN 978-3-85371-329-7)[6].
- Avec David X. Noack, Slowakei: Der mühsame Weg nach Westen, Promedia Verlag, Wien, 2012  (ISBN 978-3-85371-349-5).
- Die Diktatur des Kapitals: Souveränitätsverlust im postdemokratischen Zeitalter, Promedia Verlag, Wien, 2014  (ISBN 978-3-85371-376-1).
- Feindbild Russland: Geschichte einer Dämonisierung, Promedia Verlag, Wien, 2016  (ISBN 978-3-85371-401-0).
- Kritik der Migration, Promedia Verlag, Wien, 2018  (ISBN 978-3-85371-441-6).